# برون تیلور
برون تیلور (انگلیسی: Bron Taylor؛ زادهٔ ۱۵ آوریل ۱۹۵۵) فیلسوف اهل ایالات متحده آمریکا است. یک محقق آمریکایی و محافظه‌کار است. او استاد دین و طبیعت در دانشگاه فلوریدا و همچنین محقق وابسته به مرکز محیط زیست و توسعه در دانشگاه اسلو بوده‌است. تیلور عمدتاً در زمینه‌های دین و محیط زیست‌گرایی، اخلاق زیست‌محیطی و فلسفه محیط زیست کار می‌کند. او همچنین مورخ و قوم‌نگار برجسته محیط‌زیست و جنبش‌های رادیکال محیط‌زیست، فرهنگ موج‌سواری و معنویت‌های مبتنی بر طبیعت‌پرستی است.